# Тринадцять колоній
39°17′02″ пн. ш. 76°36′36″ зх. д. / 39.284° пн. ш. 76.61° зх. д.

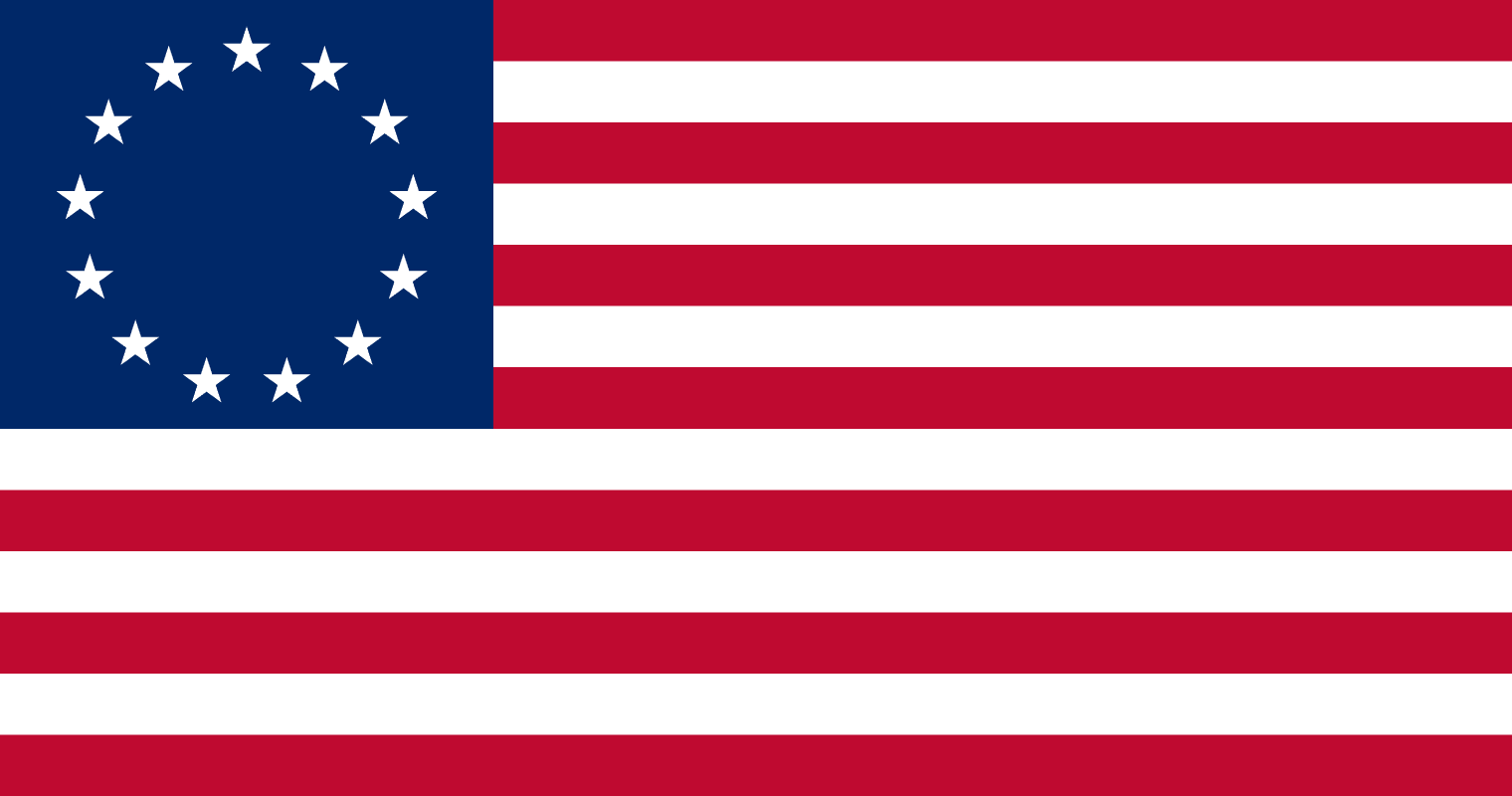
Перший прапор США із 13 зірками та 13 смугами, котрі представляють 13 колоній

Тринадцять колоній  — 13 британських колоній у Північній Америці, розташованих  уздовж східного узбережжя континенту, що існували у 17–18 сторіччі до проголошення ними  у 1776 році Декларації незалежності. Наслідком цього стало утворення Сполучених Штатів Америки та Війна за незалежність США.
13 колоній мали подібний політичний, економічний, етнічний та соціальний устрій. Колоністи належали переважно до різних протестантських конфесій за винятком мешканців Мериленду, де було дозволено селитися католикам.
Ці колонії у 1607–1707 роках належали Англії; згодом у 1707–1776 роках —  Великій Британії.

## Створення колоній
При Якові I, в 1606 р., в Англії утворилися дві торгові компанії — Лондонська («Південна») і Плімутська («Північна» або згодом «Компанія Нової Англії»), що поставили собі за мету колонізацію Північної Америки і мали достатньо засобів для здійснення своєї місії. Яків I надав у їхнє розпорядження всі землі Північної Америки між 34 і 45° північної широти, від моря до моря; компанії були зобов'язані поширювати християнство у формі вчення єпископальної церкви; вони мали право розробляти копальні, віддаючи короні п'яту частку видобутку. У хартіях, даних компаніям, було визнано, що «колоністи та їхні нащадки залишаються англійцями в усіх відношеннях; вони можуть користуватися  всіма правами і привілеями в Америці, начебто залишаючись на батьківщині», — і це дало згодом колоністам формальне право чинити опір вимогам Англії на обкладання їх податками.
Лондонська компанія почала колонізацію Вірджинії, Плімутська — найбільш північних територій, які невдовзі отримали назву Нової Англії. На початку 1607 р. три невеликі судна зі 105 колоністами, споряджені Лондонською компанією, заснували поселення Джеймстаун; з нього почалася колонізація Вірджинії. За першими суднами пішли й інші. Переселенців спочатку гнала за море виключно жага  легкої наживи і пошуку золота. До них приєдналися злочинці, яких з 1618 стали відсилати до Вірджинії. Тим часом золота у Вірджинії не було; поселенцям довелося зайнятися чимось іншим — і вони знайшли вигідний промисел у культурі тютюну. Спроби залучити індіанців до примусових робіт вдавилися погано, і коли в 1620 р. голландський корабель привіз до Джеймстауна на продаж партію негрів, то це було зустрінуте із захопленням. У наступні роки число рабів-негрів перевершило у Вірджинії біле населення.
У гонитві за найкращими землями колоністи все далі розширювали свої володіння на захід, винищуючи або витісняючи тубільне населення; останнє віповідало їм ненавистю, і кривава боротьба, зі скальпуваннями та вбивством полонених, не припинялася. Компанія, дбаючи виключно про свою грошову вигоду, не втручалася в життя колоністів; вона охороняла тільки своє монопольне право торгівлі з ними, купуючи у них тютюн, продаючи їм зброю, спорядження та взагалі все потрібне для них (між іншим, внаслідок нечисленності жіночого населення колонії, й публічних жінок, по 100—150 фунтів тютюну за жінку). Англійський уряд дбав про внутрішні розпорядки в колонії трохи більше; принаймні він призначив керувати колонією намісника. Позбавлений підтримки армії та поліції, не маючи можливості розраховувати на допомогу з віддаленої метрополії, намісник був змушений, однак, поступатися вимогам колоністів. У 1619 р. він скликав у Джеймстауні перший сейм (англ. General Assembly) від наявних на той час 7 (за іншими відомостями — 11) поселень Вірджинії, і цей сейм виробив вельми ліберальну конституцію, яка сприяла  добробуту колонії. Яків I, а за ним і Карл I, вживали різних заходів супроти сеймів колонії, які в їхніх очах були розсадником свавілля, але не досягли успіху в цьому. Сейми збиралися як і раніше, тільки компанія була позбавлена своїх торгових прав і монополія торгівлі з Вірджинією перейшла до уряду.
Інший характер мали поселення у Новій Англії. Сюди з дозволу Плімутської компанії мігрували англійські пуритани, які у 1620 р. заснували Плімут (у Массачусетсі), у 1624 р. — Сейлем (там само). У 1634 р. в Массачусетсі було скликано перші законодавчі збори, що відтоді засідали періодично. Незабаром вони розділилися на дві палати — представників і дорадчу (згодом сенат). Релігійне походження цих поселень узвичаїло там відмінний від вірджинського спосіб життя; поселенці дбали про будівництво церков, вводили обов'язкове і дуже суворе святкування неділі, менш жадібно прагнули золота і швидкого збагачення, а тому відразу взялися за обробіток землі. Причому спочатку зробили невдалу спробу обробляти землю спільно і розподіляти продукцію на всіх. Вони докладали зусиль, аби навернути індіанців у християнство і землі примножували здебільшого шляхом купівлі. Проте ці оборудки часто мали доволі шахрайський характер, і зрештою жителі Нової Англії не гірше вірджинців почали вдаватися до масового винищення тубільців та інших подібних прийомів, що призвело до не менш запеклої боротьби, як і у Вірджинії.
Вигнаний 1635 р. з Массачусетса за проповідь повної релігійної свободи священик Роджер Вільямс заснував місто Провіденс у Род-Айленді; він привернув до себе досить значну кількість переселенців різних конфесій, і колонія, на чолі якої він стояв, представляє перший в Америці приклад абсолютно вільного у релігійному відношенні суспільства. Вона ж, як виняток, жила у мирі й з індіанцями. Так само з Массачусетса було засновано колонії Коннектикут, Нью-Гемпшир, Вермонт і Мен (останній залишався частиною Массачусетса до 1820 р.). Усі вони у 1643 р. утворили Конфедерацію Нової Англії, яка проіснувала 50 років. Усі ці колонії (крім Нью-Гемпшира) належали до розряду привілейованих; їхні права грунтувалися на цих королем привілеях, їхні землі становили власність самих жителів, і керівництво перебувало у своїх руках.
Нью-Гемпшир був королівської провінцією, він керувався намісником і віце-намісником, котрі призначалися короною. До того ж розряду провінцій належали Нью-Йорк та Нью-Джерсі. Делавер в 1664 р. Карл II завітав герцогу Йоркському, який поступився його Вільяму Пенну. Це колонії володарські; вони виникли на землях, наданих (частиною всупереч усякому праву, бо ті ж землі були вже надані раніше Лондонської компанії) королями Карлом I і Карлом II різним близьким їм особам. Меріленд був наданий в 1632 р. католику Сесілу Калверту, лорду Балтімору, за умови сплати в скарбницю 1/5 всіх металів, що видобуваються; лорд Балтімор запросив туди селитися всіх, хто вірує в Христа; колонія була заснована переважно католиками, але в ній допущена широка терпимість для всіх християнських конфесій (з суворими, втім, карами за нешанобливі відгуки про Діву Марію, про Христа тощо).
Пенсільванія була заснована в 1681 р. квакерами на землях, наданих Вільяму Пенну, а в Північну і Південну Кароліну і Джорджію, на землі, надані лорду Шефтсбері та декільком іншим особам, були залучені, починаючи з 1660 р. .), переважно нижчі верстви населення — обіцянкою визволення з боргів, ув'язнених батьківщині, тощо. п. У кожної з цих колоній вся земля вважалася спочатку власністю однієї чи кількох осіб, які або продавали її колоністам уроздріб, або віддавали у довгострокову оренду ; цим же особам належала вся виконавча влада як наміснику в королівських провінціях.

## Тринадцять колоній
Декларацію незалежності підписали (в «географічному» порядку):
- Провінція Нью-Гемпшир, згодом штат Нью-Гемпшир
- Провінція Массачусетс-Бей, згодом штати Массачусетс і Мен
- Колонія Род-Айленд і плантація Провіденс, згодом штат Род-Айленд
- Колонія Коннектикут, згодом штат Коннектикут
- Провінція Нью-Йорк, згодом штати Нью-Йорк і Вермонт
- Провінція Нью-Джерсі, згодом штат Нью-Джерсі
- Провінція Пенсильванія, згодом штат Пенсільванія
- Колонія Делавер, згодом штат Делавер
- Провінція Меріленд, згодом штат Меріленд
- Колонія і домініон Вірджинія, згодом штати Вірджинія, Кентуккі і Західна Вірджинія
- Провінція Північна Кароліна, згодом штати Північна Кароліна і Теннессі
- Провінція Південна Кароліна, згодом штат Південна Кароліна
- Провінція Джорджія, згодом штат Джорджія

Інші британські колонії у Північній і Центральній Америці:
- 5 колоній, розташованих біля сучасної Канади;
- 2 колонії, які згодом стали штатом Флорида; і
- 8 колоній, розташованих на островах Карибського моря.

Вищеподані до Революції не приєдналися, зберігши вірність британській короні.

## Населення
| Рік  | Населення |
| ---- | --------- |
| 1625 | 1,980     |
| 1641 | 50,000    |
| 1688 | 200,000   |
| 1702 | 270,000   |
| 1715 | 434,600   |
| 1749 | 1,046,000 |
| 1754 | 1,485,634 |
| 1765 | 2,240,000 |
| 1775 | 2,418,000 |

Східна частина Північної Америки в 1775 році: Тринадцять колоній (червоного кольору) відокремлені лінією, певною Королівської декларацією 1763 від території індіанців (рожевого кольору)

На 1776 рік 85% білого населення мали британське або ірландське походження, 9% — німецьке, 4% — голландське. Протягом усього XVIII століття населення стрімко зростало завдяки великій народжуваності, відносно низькій смертності та притоку іммігрантів. Більше 90% населення становили селяни. Кілька невеликих міст (Бостон, Нью-Йорк, Філадельфія, Чарлстон, Ньюпорт) одночасно були морськими портами, що зв'язували колонії з рештою територій Великої Британії.
Більшість населення були протестантами, були також поселення англійських та ірландських католиків в Мериленді. В Чарлстоні, Ньюпорті і Нью-Йорці знаходилися невеликі юдейські громади євреїв-сефардів.

## Уряд
Аж до 1774 року колонії були незалежні один від одної, поки Бенджамін Франклін не вжив успішних зусиль з формування колоніального союзу. Колонії мали, кожна окремо, розвинене самоврядування і систему виборів, які були засновані на загальному англійському праві, і були змушені захищати свої права від втручання метрополії.
З початком масових протестів, викликаних штемпельним актом 1765 року (Акт про гербовий збір), американські колоністи почали відстоювати принцип «немає податків без представництва». Вони заявляли, що права колоністів, як британців, неповні, бо вони не мають представництва в британському парламенті, однак обкладаються додатковими податками.
Парламент відкинув ці протести, і ввів нові податки на американців. Податок на чай привів до бойкоту, і Бостонського чаювання 1773 року. У 1774 році парламент зробив наступ на права колоній, урізавши самоврядування колонії Массачусетс. У відповідь на це колонії сформували непередбачений законом виборні Провінційні Конгреси, і пізніше в тому ж році дванадцять колоній скликали Перший Континентальний конгрес в Філадельфії. У тому ж році відбувся Другий Континентальний конгрес, до якого приєдналася тринадцята колонія, Джорджія. В 1775 році всі королівські чиновники були вигнані з тринадцяти колоній.
Протягом незабаром розпочатої війни за незалежність Континентальний конгрес виконував функції американського уряду. Він набирав армію, призначив її командувачем Джорджа Вашингтона, укладав договори, проголосив незалежність. Також за сприяння Конгресу колонії написали свої конституції і стали незалежними штатами.

## Інші британські колонії
Під час війни за незалежність США, Велика Британія також мала й інші колонії на атлантичному узбережжі Північної Америки: Ньюфаундленд, Земля Руперта (район навколо Гудзонової затоки), острів Принца Едуарда, Східна Флорида, Західна Флорида, провінція Квебек. В Вест-Індії також були й інші британські колонії. Всі згадані колонії зберегли лояльність короні.
Ньюфаундленд зберіг лояльність без коливань. Навігаційні акти на нього не поширювалися, і причин для невдоволення, на відміну від тринадцяти колоній, у нього не було. Крім того, він контролювався королівським флотом; у цій колонії не було власних законодавчих зборів, які могли б озвучити скарги, як це сталося в тринадцяти колоніях.
В Новій Шотландії була велика кількість переселенців з Нової Англії, що співчували революції, однак ізольована географія колонії і присутність значної бази королівського флоту в Галіфаксі зробили збройний опір свідомо програшним.
Квебек був заселений французькими колоністами-католиками, приєднаними до британської корони десятиліттям раніше. Квебекський акт 1774 року надав їм значну культурну автономію. Багато священиків побоювалися поширення протестантизму з Нової Англії. Скарги тринадцяти колоній на податки не знаходили відгуку у квебекського населення, крім того, у Квебеку не було ні яких-небудь законодавчих зборів, ні взагалі будь-яких виборів, через які могло б висловитися невдоволення. Хоча американські колоністи запропонували канадцям приєднатися до нової держави, і в 1775 році зробили військову експедицію в Канаду, більшість канадців залишилися нейтральними.
Серед вест-індських британських колоній законодавчі збори були на Ямайці, Гренаді і Барбадосі. Вони заявили про підтримку тринадцяти колоній, проте присутність тут значних сил королівського флоту різко обмежило їх можливості. Мали місце випадки торгівлі з американськими кораблями.
На Бермудських і Багамських островах місцева влада висловили підтримку тринадцяти колоній, і також висловлювали невдоволення перебоями з поставками продовольства. Ці перебої були викликані британської блокадою американських портів, у відповідь на що влада Бермуд і Багам сприяли контрабандній торгівлі. Протягом війни за незалежність вони розглядалися повстанцями як «пасивні союзники» Сполучених Штатів. Коли на Багами прибула американська ескадра з метою захоплення запасів пороху, колонія не зробила їй ніякого опору.
Східна і Західна Флориди були новими королівськими колоніями, і місцеве самоврядування було там ще мінімальним. Крім того, колоністи потребували підтримки метрополії для захисту від нападів індіанців та іспанців. Східна Флорида під час війни стала основою базою для британських військ на півдні, особливо - для вторгнень в Джорджію і Південну Кароліну. Однак Іспанія в 1781 році зайняла Пенсаколу, що належала Західній Флориді, і зайняла обидві колонії по Паризьким договором 1783 році, закінчив війну. В 1819 році Іспанія остаточно передала обидві колонії Сполученим Штатам.

## Див. Також
- Британська колонізація Америки